# Isaac Berger
Isaac Berger, detto Ike (Gerusalemme, 16 novembre 1936 – 7 giugno 2022), è stato un sollevatore statunitense.

## Biografia
Vincitore di tre medaglie olimpiche tra cui un oro, è morto nel giugno del 2022, all'età di 85 anni.